# Annona glauca
Annona glauca Schumach. & Thonn. – gatunek rośliny z rodziny flaszowcowatych (Annonaceae Juss.). Występuje naturalnie w Senegalu, Gwinei, Burkina Faso, Ghanie, Togo oraz Beninie. 

## Morfologia
PokrójZimozielony krzew.
LiścieMają podłużny, odwrotnie owalnie lancetowaty lub okrągławy kształt. Mierzą 5,5–15 cm długości oraz 2,5–5,5 szerokości. Nasada liścia jest klinowa. Ogonek liściowy jest nagi i dorasta do 2–5 mm długości.